# United Petrotrin Football Club
United Petrotrin Football Club foi um clube de futebol de Trinidad e Tobago e um ex-membro da TT Pro League of Trinidad.

## História
Formada em 1980, Trintoc entrou na Point Fortin Football League, naquele mesmo ano e logo ganhou o título da Liga e, em seguida, entrou na quarta divisão da Federação de Futebol de Trinidad e Tobago, que também ganhou em seu primeiro ano. Até o final da década o Trintoc havia vencido todos os títulos do futebol local (Copa de Trinidad e Tobago em 1986 e 1988) e até mesmo tornou-se campeão do Caribe em 1988, quando bateu Seba United FC da Jamaica na final.
Durante este período, uma outra equipe, a Trintopec, também ganhou destaque e, em 1992, o governo de Trinidad e Tobago decidiu fundir as duas empresas, Trintoc e Trintopec para formar a Petrotrin. Também decidiu juntar as duas equipes de futebol, assim o United Petrotrin nasceu. A equipe assumiu onde o Trintoc e o Trintopec parou, vencendo vários campeonatos nacionais, incluindo dois títulos da Copa de Trinidad e Tobago. No entanto, logo depois, houve uma mudança na gestão da empresa e o financiamento para o futebol foi reduzido consideravelmente. Como resultado, o United Petrotrin entrou em declínio e a equipe acabou sendo extinta. Em um esforço para reviver o futebol no sul, um grupo de sulistas interessados, formaram o Southwest Institute of Football (SWIF), mas a resposta do setor empresarial foi negativa. Com o apoio do presidente da Petrotrin o United Petrotrin renasceu e o "esquadrão petróleo" voltou ao futebol.

## Títulos
- Campeonato de Clubes da CFU: 1

1997
- Copa de Trinidad e Tobago: 5

1986, 1988, 1993, 1995, 1997
- Liga de Futebol Profissional: 2

1986, 1988